# Rejon łuniniecki
Rejon łuniniecki (biał. Лу́нінецкі раён, Łuniniecki rajon, ros. Лунине́цкий райо́н, Łuninieckij rajon) – rejon w południowo-zachodniej Białorusi, w obwodzie brzeskim.

## Geografia
Rejon łuniniecki ma powierzchnię 2708,51 km². Lasy zajmują powierzchnię 438,89 km², bagna 70,28 km², obiekty wodne 42,59 km².

## Podział administracyjny
W skład rejonu wchodzą dwa miasta Łuniniec i Mikaszewicze oraz następujące sielsowiety:
- Bohdanówka
- Bostyń
- Czuczewicze
- Dworzec
- Dziatłowicze
- Kożangródek
- Łachwa
- Łunin
- Redygierowo
- Sinkiewicze
- Wólka.

## Ludność
- W 2009 roku rejon zamieszkiwało 73 200 osób, w tym 36 624 w miastach i 36 576 na wsi[2].
- 1 stycznia 2010 roku rejon zamieszkiwało ok. 72 900 osób, w tym ok. 36 600 w miastach i ok. 36 300 na wsi[3].